# 77 Carinae
77 Carinae (D Carinae) é uma estrela na direção da Carina. Possui uma ascensão reta de 08h 00m 19.97s e uma declinação de −63° 34′ 03.0″. Sua magnitude aparente é igual a 4.81. Considerando sua distância de 542 anos-luz em relação à Terra, sua magnitude absoluta é igual a −1.29. Pertence à classe espectral B3V.